# Politieke Integriteitsindex
De Politieke Integriteitsindex (afgekort PI-Index) meet het aantal integriteitsaffaires van Nederlandse politici. Sinds 2013 verschijnt de index jaarlijks. Per jaar toont de index het aantal integriteitsaffaires per politieke partij, bestuurlijke niveau en type integriteitsschending.

## Achtergrond
De Politieke Integriteitsindex inventariseert jaarlijks welke Nederlandse politici publiekelijk in opspraak geweest zijn het voorgaande jaar vanwege twijfels over hun integriteit van handelen. De twijfel kan gaan over één of meerdere soorten integriteitsschendingen, zoals corruptie, fraude, misbruik van informatie, intimidatie of discriminatie. Opname in de index is onafhankelijk of de twijfelachtige handeling in de werksfeer of in de privésfeer heeft plaatsgevonden. De index beschrijft ook de achtergronden en kenmerken van de in opspraak geraakte politici, zoals partij, overheidsniveau en soort schending.

## Methode
De inventarisatie van de jaarlijkse affaires is gebaseerd op onderzoek in reguliere en sociale media, met zoeken via Google en Lexis Nexis. Het gaat om een publieke affaire die de pers heeft gehaald. Het jaar waarin de affaire publiek wordt via de media is het jaar waarin de affaire in de index terecht komt. De index betreft Nederlandse politici in gemeente, provincie, rijk, een Europese of internationale instelling of met een relevante bestuursfunctie in een politieke partij. Bij integriteitsaffaires gaat het om het overtreden van geldende morele waarden, normen en regels. De integriteit van de betrokkene is in het geding, wordt publiekelijk ter discussie gesteld, het gaat om de volgende (mogelijke) integriteitsschendingen: corruptie (omkoping, favoritisme); fraude of diefstal; dubieuze giften; onverenigbare functies en bindingen; misbruik van bevoegdheden; misbruik of manipulatie van informatie; wanprestatie en verspilling; ongewenste omgangsvormen; wangedrag in de privé sfeer. Andere politieke affaires, zoals bij budgetoverschrijdingen of verbroken verkiezingsbeloften, vallen er buiten. 

## Resultaten
De resultaten van de PI-Index worden jaarlijks bekendgemaakt in landelijke media. Tussen 2013 en 2018 had Vrij Nederland de primeur en sindsdien de Volkskrant.
Voor de periode van 2013 tot 2019 gaat het in totaal om 355 integriteitsaffaires. Dat zijn gemiddeld 51 affaires per jaar, ongeveer één per week, variërend tussen 38 affaires (2017) en 64 affaires (2015). De VVD is van de landelijke politieke partijen gedurende deze periode de koploper met in totaal 90 affaires, gevolgd door het CDA met 39, de PvdA met 35, D66 met 26 en de PVV met 19 affaires. Lokale lijsten en partijen zijn met 108 affaires geconfronteerd.
In de 355 affaires komen alle genoemde soorten integriteitsschendingen voor. Het vaakst gaat het om wangedrag in de privésfeer (106 affaires). Het gaat daarnaast vaak om belangenverstrengeling (59 affaires, meestal onverenigbare functies) en misbruik van informatie (60 affaires). Minder vaak voorkomend zijn corruptie (19 affairs), fraude (30 affaires) en ongewenste omgangsvormen en bejegening in functie (42 affaires).

## Relevantie
Het wetenschappelijk onderzoek naar de integriteit van het bestuur en de politiek is divers en veelomvattend. Op dat thema bestaan ook indexen, zoals de wereldwijde corruptieperceptie-index per land van Transparency International (Corruption Perceptions Index of CPI), maar de aandacht voor de mate waarin integriteitsschendingen leiden tot affaires en schandalen is beperkt en met name gericht op de lessen die eruit voortvloeien. Het PI-index onderzoek biedt daarover informatie.   
De maatschappelijke betekenis van het thema en het onderzoek komt terug in de media-aandacht voor de resultaten  als ook in de reacties en activiteiten vanuit diverse maatschappelijke organisaties (zoals Transparency International Nederland en het Montesquieu Instituut), als ook in de reacties op de Index vanuit de politiek, inclusief de Tweede Kamer en politieke partijen.